# Савт

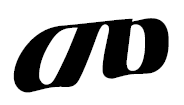

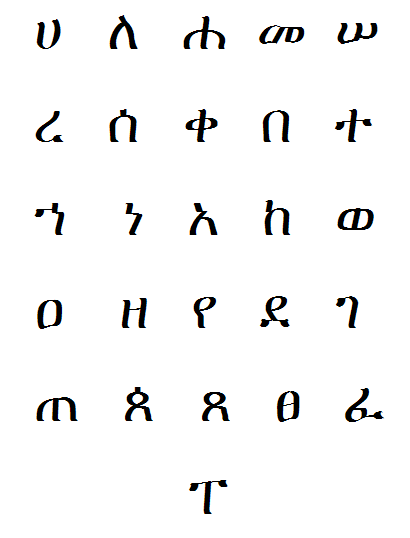

Савт, (амх. ሣውት) — п'ята літера ефіопської абетки, позначає звук /s/.
- ሠ  — се
- ሡ  — су
- ሢ  — сі
- ሣ  — са
- ሤ  — се
- ሥ  — си (с)
- ሦ  — со